# Fearless Fagan
Fearless Fagan este un film american de comedie din 1952 regizat de Stanley Donen. Rolurile principale au fost interpretate de actorii Janet Leigh și Carleton Carpenter.

## Prezentare
Floyd Hilstown este înrolat în armată, dar anterior a lucrat la circ și avea un leu. El încearcă să-și strecoare leul de companie în unitatea militară în care a fost înrolat. Filmul a fost inspirat de povestirea din 12 februarie 1951 din Life Magazine Neînfricatul Fagan și-a găsit casă în care soldatul Floyd D. Humeston  a cerut o permisie de urgență de 14 zile de la Fortul Ord din California ca să aibă grijă de leul său de companie.

## Distribuție
- Janet Leigh - Abbey Ames
- Carleton Carpenter - Pvt. Floyd Hilstown of Company J
- Keenan Wynn  - Sgt. Kellwin of Company J
- Richard Anderson - Capt. Daniels of Company J
- Ellen Corby - Mrs. Ardley
- leul Fearless Fagan - în rolul său
- Barbara Ruick - Nurse
- John Call - Mr. Ardley
- Robert Burton - Owen Gillman
- Wilton Graft - Col. Horne
- Parley Baer - Emil Tacuchnitz
- Jonathan Cott - Cpl. Geft of Company J

## Producție
Leul Fagan a jucat în propriul său rol în timp ce armata l-a desemnat pe soldatul  Humeston în rolul de consilier tehnic al filmului.
Cheltuielile de producție s-au ridicat la 855.000$.

## Primire
A avut încasări de 950.000$.